# Dun Grianan

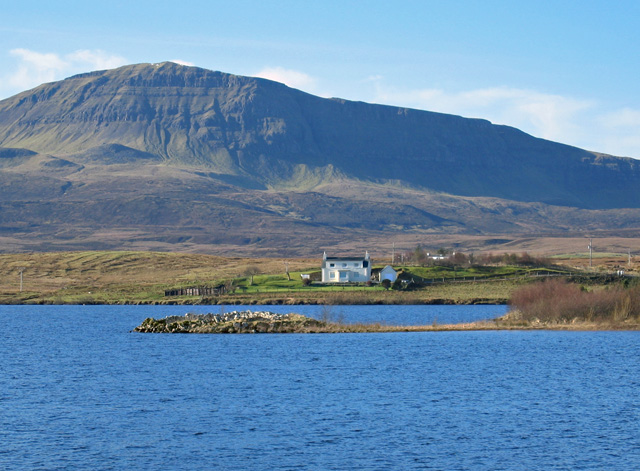
Dun Grianan im Loch Mealt

Dun Grianan (auch Dun Greanan genannt) liegt am Ende einer niedrigen Landzunge am Nordufer des Loch Mealt auf der schottischen Insel Skye in der Council Area Highland.
Es ist ein zum größeren Teil abgetragener Broch, dessen Umriss auf einem größeren Teil des Umfangs nachvollziehbar ist. Im Nordwest- und Nordost-Quadranten ist der Rest bis zu 0,9 m Höhe sichtbar beziehungsweise unter Schutt verborgen. Auf der Südhälfte ist der Bau außen auf einer kurzen Strecke auf die Fundamentstruktur reduziert. Die Innenfläche der Mauer steht bis in eine Höhe von 1,2 m an, das meiste davon in der letzten Zeit rekonstruiert. Der Innendurchmesser des Broch, der fast einen echten Kreis zu bilden scheint, beträgt etwa 12 m und die Mauer ist 3,0 bis 3,3 m dick. Eine etwa 0,7 m breite Galerie in der Mauer ist auf der ganzen Länge des Nordwestsektors sichtbar. Auch entlang des Südbogens scheint es Spuren einer Galerie in der Mauer zu geben. Auf der Ostseite des Dun, in Richtung des Sees, gibt es Hinweise auf die Südpartie einer Zugangspassage.